# Сальниця
Са́льниця — село в Україні, в Уланівській сільській громаді Хмільницького району Вінницької області. Населення становить 1720 осіб.

## Географія
Село Сальниця розташоване на північний схід за 30 кілометрів від Хмільника та за  9 кілометрів від автотраси Хмільник-Бердичів. Найближча залізнична станція у місті Хмільнику. Селом протікає річка Сальничка (у деяких старовинних документах читаємо, що цю річку також називали Морозина, Морозова), яка в Уланові впадає у річку Сниводу.  На території Сальниці у річку впадають невеличкі притоки.

## Назва
Існує три легенди щодо походження назви села. За однією з них, назва Сальниця походить від річки Сальнички, що протікає через село і бере свій початок за п’ять кілометрів на північному заході обіч села Гнатівка біля вододілу.  За іншою – назва походить від того, що в селі вирощували свиней на сало.  І третя легенда така: біля села пролягав Чорний шлях, який ще називали Чумацьким. По ньому чумаки перевозили з південних районів сіль і складали її у великому складі над берегом річки. Вода в тій річці була солонуватою від солі, що стікала зі складу і село назвали Сільниця, потім писар помилково замінив літеру «і» на «а», таким чином утворилася назва села—Сальниця.

## Герб
Село має історичний герб затверджений в 1607р. У лазуровому щиті рука в стовп, в золотих обладунках, що натягує тятиву золотого лука з такою самою стрілою, супроводжувана зліва рукою в стовп, в червоному одязі.

## Історія
На території села люди жили багато років тому, ще в період палеоліту та неоліту.  Про це свідчать археологічні знахідки. В третьому тисячолітті до нашої ери, в період так званої трипільської культури, місцевість була густо заселена. Свідченням тому є виявлені і вивчені археологами поселення за 30 км від Сальниці у селі Сандраки. У XVI-XVII століттях великі площі земельних масивів перебували під лісами.
У 1431р. в грамоті Великих князів Литовських в Хмільницькому старостві згадувалися "люди Салиські і ґрунт салиський".
7 червня 1607 р. на місці невеличкого поселення Сальниця, що знаходилось поряд із зруйнованою фортецею, на татарському Чорному шляху, король Сігізмунд III видав привілей на осадження містечка брацлавському підчашому Вацлаву Сулковському: «Після того, як нам шляхетний Вацлав Сулковський сам і іменем дружини своєї Тішанки Вуковської зробив добрі справи - у держаннях наших надати у власність їм село Сальницю в повіті Летичівському; над рудою Морозіна, Дончовою пасікою, над самим шляхом татарським, тут є в доброму положенні місце, на якому фортеця і місто якби були закладені, то мали б добре для всієї Речі Посполитої з часом і з вигодою трону нашого; ще даємо жителям, які там поселяються привілей, надаємо їм право магдебурзьке, надавши всілякі права інші, відповідно традиції. Війт від нашого імені справляється з правопорядком, котрому війтові з присяжними, лавниками і чиновниками міськими в усяких справах, особливо про злодійство, межобійство, тілесні ушкодження, підпали і всякі злі виступи судити, засуджувати і карати право цілковито надаємо». Війт від імені короля керував містом і головував на судових засіданнях. Він щорічно звітував у прибутках і видатках вічу (загальним зборам дорослих чоловіків), яке вирішувало, чи залишити його на цій посаді, чи обрати нового. Лавники (судді) отримували по грошу на власну користь від кожного присуду; наймолодший із них вів письмово-судові справи "І рахунки лавників. Присяжні (радці) завідували міським майном, справами торгівельними і пожежними. Всі вони становили міську раду (магістрат), їм були підвладні чиновники: міський писар (відав нотаріальною частиною), прокурор або стряпчий (вів міські і приватні справи за визначену законом плату), глашатаї (слідкували за виконанням судових рішень), цехові старости (цехмістери), мечники, ябедники, митники, мостники, дальщики, казначей, печатник і ін. Встановлювалися 8-денної тривалості ярмарки на Воскресіння і на св. Ядвіги, торги по четвергам і означувалися кордони міські, про що говорилося: «Орендар і війт наш з дружиною своєю має те місце вільними людьми осадити і твердиню (фортецю) побудувати; вільно тут став насипати, млин і корчму побудувати і всілякі вигоди отримувати, які вони винести можуть. До котрих млинів і ставів потрібно поступово обростати шарварками. Працю і кошти свої міщани прикладають також і до оборони замкової. За герб місту, як пограничному: рука одна гола, а друга панциром покрита, з луком і натягнутою стрілою надаємо.
Даємо вольності від усяких податків, чиншів і повинностей, також від вантажної нам або власникові повинності, також від усього іншого на 20 років, по яких вольності припиняються, поновлюються повинності». Отже, в 1607 році село одержало Магдебурзьке право та герб і було перетворене у місто.
Завдяки тому що близько села пролягав Чорний шлях,  Сальниця стала одним з важливих торговельних пунктів степової частини північного Поділля.  Крім того, село тоді мало і важливе стратегічне значення. Звільнення його від податків на 20 років забезпечило швидке заселення нового міста і зростання його економіки.   Потому міщани Сальниці платили великі податки за землю, за право торгувати, займатись винокурінням, виконували ряд інших повинностей. З розвитком фільваркового господарства староста примушував населення виконувати всі основні польові роботи, відбирали землю, забороняли займатися ремеслом і торгівлею.
У пізніші часи село входило до так званих військових поселень, при яких усіх жителів за вулицями поділено на сотні (роти), наприклад, 5-та сотня, 7-а сотня і т. д. у селі ще й нині побутує поділ на 8 сотень.
Місто з двох сторін було оточене річками Сальничкою і її притокою, з двох інших - обставлене полями з бійницями і рогатками. Лише міський ринок знаходився не в центрі, а в зарічній частині, яка тепер називається "Шпиль", і яка була з'єднана з містом "зеленою греблею", сліди якої збереглися до наших днів.Особлива увага приділялася військовій повинності. Міщани в часи війни повинні кінно і зі зброєю виступати проти ворога, а в часи миру охороняти державні кордони. Сулковський, як бачимо з люстрації Гуміського від 1616 р., містечко осадив, а от про фортецю люстрація нічого не згадує. Згідно люстрації його сина те держання приносило 226 фл., 28 гр., 4 ден. Фортифікації за Мальченком, ймовірно, були знищені до 1640 р. так як на картах Боплана поселення не означене. Польські історики відносять їх руйнування до початків Визвольної війни. Сецинський говорить про повне розорення і запустіння містечка з 1665 р.
Тривалий час населення вело активну боротьбу проти іноземних поневолювачів—татаро - монголів, литовських князів, польських магнатів. В червні 1648р. козацькі загони під проводом М. Кривоноса штурмом оволоділи досить міцними сальницькими укріпленнями, звільнивши містечко від шляхти. В 1652 р. за Зборівським договором Хмільницьке староство відійшло знову до Польщі. В час визвольної війни українського народу під приводом Богдана Хмельницького проти польських поміщиків (1648-1654) Сальниця була майже повністю зруйнована і довгий час залишалася в руїнах. Лише на початку XVIII ст. село знову відроджується, як опорний пункт польської шляхти в боротьбі проти визвольного руху українського народу. З 1665 року Сальниця була у володінні графів Потоцьких.
В центрі села польські поміщики побудували фортецю, оточену ставом і глибокими ярами. Провали у підземні ходи, залишки греблі і тунелю в ній свідчать, що на місці, яке тепер називають «буртами», стояла колись фортеця.
У 1722 році від польського короля Станіслава-Августа Сальниця отримала підтвердження привілеїв, даних їй в 1607 році. У цей час вона належала Чесновському.  У 1765 році стає окремим староством, до складу якого входили крім неї також поселення Черемиси, Гнатівка, Мазепинці (тепер Лісогірка). Як стверджує Є. Сецинський, в 1776 році тут налічувалося 90 дворів, які сплачували Чесновському по 7 злотих у рік. Панщина в старостві в 1763 р. досягла 120 днів для «тяглих» селян і 90 днів для «піших». В 1776 році в Сальниці було 60 дворів, у яких жило 275 чоловік.
25-26 квітня 1786р. російські війська по дорозі з м. Любара на м. Хмільник, напали на конфедератів в селі Лип’ятин. Відбувся запеклий бій. Відступаючі конфедерати втекли двома загонами. Один – на Сальницю, другий на Уланів. Російські війська гнались аж до Хмільника, розбиваючи конфедератів.
5 червня 1792 році Сальниця отримала підтвердну грамоту. У ній підтверджується надане 1607 Магдебурзьке право та інші пільги. В кінці документа, з посиланням на цитований раніше привілей, подано опис і зображення «поновленого» герба: «одна рука гола, а друга, в латах, тримає лук з натягнутою стрілою».
У 1793р. після II поділу Польщі Сальниця відходить до Росії Катерина II дарує її генерал-майору Іраклію Івановичу Моркову В 1795 р. була проведена ревізія душ. Населення поділено на «свобідних» і «несвобідних». У 1803 році сенат скасовує дарчу грамоту, але землі, захоплені генералом Марковим, вже не повністю повертаються у власність міста, хоч вони мали для нього велику вагу. 1804р. Хмільник і Сальниця стали позазаштатними містами Літинського повіту Подільської губернії.
Відсутність промисловості змушувала населення займатись сільським господарством, орендуючи приміські землі. Такий спосіб господарювання дуже виснажував землю, не даючи прибутків тим, хто її орендував. Однак, на ці землі завжди зазіхали сусіди - поміщики і самовільно захоплювали їх. Судові процеси між поміщиками тяглися аж до революції, але для селян позитивних результатів вони не давали. Тому частина населення змушена була займатись перевезенням місцевих товарів, дрібною торгівлею, інші йшли на заробітки на цукровий завод.
Виникали у місті і різні ремесла (ткацтво, шевство, бондарство, кравецтво, теслярство, бляхарство, тощо). Все це задовольняло внутрішні потреби міста і навколишніх сіл.
У 1831 році Микола І скасовує Магдебурзьке право. З втратою його і стратегічного значення, Сальниця, як місто, поступово хиріла, наближалась до укладу життя села. На початку XX століття це було уже типове велике село.
В 1861 р. було проголошено царський маніфест про скасування кріпосного права та місцевих положень про земельний устрій поміщицьких земель. За переписом 1897 року, населення Сальниці становило 3699 осіб, серед яких було 74,6% українців та 24,3% євреїв.

### Становлення радянської окупації
Перша світова війна 1914-1918 року принесла Сальниці, як і навколишнім селам, багато страждань, були мобілізовані всі чоловіки віком до 50 років. На цій війні загинуло близько 100 сальничан і півтори сотні їх поранено. Перші відомості про повалення царизму принесли солдати, які поверталися з війни. В Сальниці почалися революційні   виступи селян.
Радянська влада проводила жорстку фінансову та промислову політику і все підпорядковувала Росії. Для подолання фінансової кризи запроваджувалися контрибуції, реквізиції, конфіскації, об’єктами яких були не тільки заможні селяни, а й більшість населення. Здійснювали ці акції як місцеві ради й ревкоми, так і різноманітні військові команди, що заполонили наш район і діяли за принципом «грабуй награбоване».
Наприкінці лютого 1918 р. в наш край увійшли австро-німецькі військові формування. Поверталися старі власники, забирали в селян землі, накладали нові повинності і побори. В листопаді німецькі війська залишили Хмільниччину. Владу захопила Петлюрівська Директорія. У лютому 1919 р. Радянську владу було відновлено.
Становище у нашому краї було складним і непередбачливим. На початку 1920р. край зайняли частини ЗУНРівської армії галичан. 29 лютого Червона Армія знову захопила владу на Хмільниччині. А вже в квітні 1920р. білополяки оволоділи нашою землею. У червні того ж року 8-а дивізія червоних козаків вигнала польських легіонерів. Та білополяки не заспокоїлись, підтримані Антантою, зміцнивши свої формування, вони 18 жовтня знову захопили нашу територію. Потім край захопили петлюрівські загони. Аж в середині листопада 1920 р. червоні дивізії Г.Котовського знову принесли радянську владу на нашу землю.
Боротьба за встановлення і зміцнення Радянської влади на селі супроводжувалась великими труднощами. Поміщики та заможники всіляко саботували проведення у життя декретів Радянської влади, організовували вбивства найбільш активних діячів місцевих органів Радянської влади.
Нові умови вимагали змін і в економічній політиці. До цього існували «воєнний комунізм» і продовольча розкладка. 1921 р. продовольчу розкладку замінив дещо помірніший продовольчий податок. Після його виконання селянин був вправі самостійно розпоряджатися плодами своєї праці. Це створювало певні стимули для розвитку сільського господарства. Податком обкладалося все, від картоплі, деревця, куща, до самої людини. Селяни займалися бджільництвом, розводили свійських тварин, але не для власного споживання, а на продаж, щоб сплатити податок.
Вже з цього часу сальничани познайомилися з новим терміном «розкуркулення». Голод 20-х років вдалося пережити без особливих втрат, нестатки були, однак народ якось виживав. більше того – допомагали іншим. В лютому 1922 р. в Сальниці та інших селах було оголошено тиждень збору продуктів для голодуючих Поволжя. Село майже щоденно відправляло за наказом зверху допомогу голодуючим Поволжя.
7 березня 1923р. Хмільник та Уланів стають районними центрами Вінницької області. Сальниця відноситься до Уланівського району.
Впродовж 1922-1923 рр. мешканцям села, які не мали власних господарств, нарізалися біля поселень ділянки землі для забудови. На місці левад масово почали зводитись нові помешкання.

### Колективізація та голодомор
Поступово розгортається кооперування індивідуальних селянських господарств без усуспільнення засобів виробництва – ТСОЗи (товариства спільного обробітку землі).  В 1923 році комуністи Анань, Бондарчук і Вакула об'єднуються в партосередок, секретарем якого було обрано Ананія. Парторганізація проводила роботу по згуртуванню і комуністичному вихованню трудівників села. В результаті цієї роботи селяни об'єдналися в різні товариства. Зокрема, в 1923 р. в Сальниці створено сільськогосподарське товариство «Хлібороб».
Однак створені товариства  вимагали коштів  для господарювання, купівлі техніки, насіння тощо. У 1923 р. в Уланові організовано кредитне товариство, що надавало позику селянам для придбання інвентаря, худоби, для стимулювання посівів цукрових буряків тощо. Земля була общинна, панувала трипільна система господарювання. Урожайність була невисока – жито на Уланівщині дало в середньому по 60 пудів з десятини, пшениця – 50 пудів, ячмінь, овес, гречка, просо – 30—40 пудів, картопля – 400. Селяни тримали худобу простих порід, поголів’я було дуже зменшене, особливо коней.  В 1926 році в ТСОЗі вже було 518 господарств Сальниці.
Восени 1928 року комуніст С.М. Васильківський організовує у Сальниці садово-ягідне колективне господарство, яке згодом об'єдналися з товариством спільного обробітку землі. На базі цього об'єднання у листопаді 1929 року в селі виникає сільськогосподарська артіль «Червоний партизан». Головою артілі було обрано робітника 25-тисячника Максимчука. Артіль об'єднувала 120 селянських господарств.
У 1930 році створено артіль по виготовленню цегли. В цьому ж році стає до ладу маслозавод. Об'єднанню дрібних селянських господарств у велике колективне господарство  шалений опір чинили  сальничани, що мали землю, худобу і реманент, яких радянська влада назвала куркулями. Вони все досягли важкою щоденною працею і не хотіли ділитися з ледачими пролетарями. Кінець 1929 і 1930 рік були тривожними. Заможні селяни розгорнули  антирадянську агітацію серед населення.
Взимку 1930 року з міста Бердичева до Сальниці було прислано 20 робітників-комуністів, які разом із сільським активом зуміли приборкати виступи заможних селян. Всіх, хто був проти колективізації, розкуркулили і вивезли разом з сім’ями до Сибіру. Землю, все їхнє майно, худобу та будівлі  забрали в колгосп.
1930 рік започаткував нову добу в житті нашого селянства – період страждань і постійного страху. З кінця 1929р. влада розпочала підготовку до так званої суцільної колективізації. Уся преса, від районних газет – до центральних, шаленіла від викриття «антирадянської діяльності куркулів».  До цієї категорії зараховувалися не тільки більш заможні селяни, але й ті, хто хоч якимось чином висловлював своє незадоволення політикою влади на селі. Без суду і слідства виселити могли будь кого. Картина виселення була страшною – люди плачучи прощалися з своєю хатою, обійстям, криницею, зі сльозами йшли в невідомість, озиралися... З собою несли вузлики з одягом та продуктами харчування. В Уланові тюрми не вистачало, бо таких з кожного села згонили й згонили. Потім людей відправляли  в Бердичів на залізницю. А звідти товарними вагонами на Далекий Схід, Сибір, Північ Росії. Їхали дуже довго в закритих теплушках. Всі шляхи були забиті такими ж ешелонами. У вагонах всі лежали покотом на підлозі. Хворі вмирали і їх на станціях забирали. Померлих дітей конвоїри часто викидали з вагонів у сніг прямо на ходу товарняка. Годували якоюсь баландою. Раз на день на вагон давали цієї їжі і скибочку хліба. Військовий конвой мав наказ стріляти, якщо хтось спробує втекти.
По приїзді на Далекий Схід людей часто вивантажували прямо в сніг. Давали в руки пилки й сокири – рубай дерево і будуй для себе куреня, в нім і будеш жити. Це було так зване «спецпоселення». Хто був висланий цілими родинами майже повністю вимирали. Голод, хвороби, холод чорним рядном накривали цих примусових переселенців.
Колективізація в селі супроводжувалась насиллям з боку радянської влади, селяни були розчаровані, вони сподівалися на краще, та краще не ставало.
Весною  1930 року в Сальниці на базі помістя «Одай»  організовується єврейський колгосп «Пролетар». Головою його було обрано М.Л.Гаєвського. В кінці цього ж року він об'єднується з колгоспом «Червоний партизан».
Порівняно невелика кількість померлих від голоду сальничан пояснюється тим, що в Сальниці проживало майже 600 євреїв, що мали в центрі села свої крамнички, було багато інтелігенції, що отримувала зарплату (колгоспники тоді зарплати не отримували). Вони допомагали селянам вижити. Багатьох врятували від неминучої смерті корова, або коза, яких не встигли забрати в колгосп. На вулицях Сальниці з’явилися люди з малих сіл, де вижити було неможливо. Вони міняли ікони, вишиті рушники, покривала, одежу на продукти харчування. Знесилені від голоду люди часто падали на дорогах та ровах і помирали. Їх колгоспною підводою звозили на кладовище і закопували. Точних підрахунків померлих від голоду тоді ніхто не вів. Це суворо заборонялося. Місцеві районні служби бачили на свої очі жахи голодомору, розміри і масштаби трагедії. Доносили вони й обласним керівникам.
Крім основного сільгоспвиробництва, колгоспи села розвивали і допоміжні галузі: млинарство, виробництво олії, круп,  цегли, черепиці, горшків, колісної мазі, штучної вощини.  Існувала також артіль по видобутку торфу. Було відкрито пекарню. Особливе значення в організаційно-господарському зміцненні колгоспів, піднесенні урожайності в  Сальниці відігравала у селі МТС (машинно-тракторна станція ). Рух п'ятисотенниць, який розгорнувся на Україні в 1936 році, знайшов підтримку у колгоспників Сальниці. Першими п'ятисотенницями були ланки Філіппіни Підрези, Марії Кондель,  Марії Гавури, Марії Шнайдер, які вирощували у 1936-1938 роках по 400-500 цнт. цукрових буряків з гектара.
Поступове зміцнення економіки колгоспів, незначне поліпшення матеріального стану колгоспників і всіх трудівників села забезпечувало піднесення їх культури. В 1934 році в селі відкрито дільничну лікарню, поштове відділення, дві бібліотеки,  два клуби, промтоварні і продуктові магазини, районна колгоспна школа була реорганізована в середню школу.  В 1937 році відбувся перший випуск учнів цієї школи. До війни її закінчили 150 чоловік.
Зростання культури села проявилося не лише в організації і розширенні культурних установ. Трудящі села турбуються про красу свого села і здоровий відпочинок. Зокрема, з ініціативи інтелігенції в селі в 1935 році закладено парк відпочинку. В 1960 році його було розширено ще на 3 га землі.

### Друга світова війна
У 1938р. сальничани брали участь у війні з Японією, в 1939 р. – з Фінляндією.
Важка праця сальничан, як і всього народу, була перервана нападом на нашу батьківщину німецько-фашистських окупантів.
3—7 липня 1941р. територію нашого краю обороняли частини 6-ї та 26-ї в  складі 24-го механізованого  корпусу, 72-ї та 44-ї стрілецьких дивізій. 11 липня 6-а радянська армія відійшла за лінію Бердичів—Хмільник, а 26-а і 12-а армії – на Летичівський укріплений район. 12 липня німецькі війська зайняли Гнатівку, 13 липня – Сальницю.
В окупованому Хмільнику фашисти поспішно створили табір для військовополонених та єврейське гетто. У нечувано величезних масштабах вороги здійснювали економічне пограбування краю. Особливо їх цікавили продукти сільського господарства. Саме з цих  міркувань окупанти не скасовували колективних господарств і радгоспів, а залишили їх під іншими назвами, як от: «громадські господарства», «сільські громади», «державні маєтки». Селяни зразу ж відчули на собі ярмо податків окупаційної влади. У листівках, які були масово розклеєні в селах, попереджувалося: хто вчасно не здасть продподаток, того розстріляють, а хату його спалять.
18 серпня 1941р. призначений фашистами у Хмільнику староста Купрієвич, оголосив накази, в яких євреї були поставлені поза законом. Відтоді почався масовий терор, грабіж, фізичне й моральне знищення євреїв. Більше 500 євреїв-сальничан фашисти зігнали в Уланівське гетто, де згодом розстріляли.
Понад 900 жителів села брали участь у Великій Вітчизняній війні, 386 чоловік віддали життя за нашу Батьківщину і 80 в с. Гнатівка. 135 нагороджено орденами, 532 медалями, а Гвардії полковнику танкових військ Столярчуку Флору Євстафійовичу (1906-1944) посмертно присвоєно звання Героя Радянського Союзу.

### Повоєнний період
Завдані збитки по колгоспах і Сальницькій сільській раді становили 55 млн.349 тис. крб. (в старому численні).
Великої шкоди завдано війною артільному господарству і тваринництву. Так, посівна площа під зернові і технічні культури зменшилась на 50%, урожайність зернових культур становила 9-10 цнт. з 1 га, урожайність цукрових буряків—80-85 цнт. з га. На кінець 1944 року в колгоспах « Червоний партизан» та імені Ворошилова всього нараховувалось 112 голів худоби, в тому числі 5 корів, 28 свиней.
Уже в перші тижні після звільнення села військкомат провів мобілізацію всіх чоловіків віком від 17 до 50 років. До середини червня 1944р. в селі залишилися старі, хворі та інваліди. Жінки і підлітки взяли на свої плечі домашні турботи, важку  роботу в колгоспі без техніки, добрив, насіння. Дуже не вистачало тяглової сили – волів, коней, замість них впрягали корів, ними орали, боронували. Зичайно, годі було чекати від таких тварин молока, лиш би живими були. В цілому, загальна ситуація на селі  погіршувалася вкрай несприятливими кліматичними умовами: після посушливого літа 1945р. настала малосніжна зима. Значна частина озимини загинула від морозів. Щоб пересіяти вибракувані площі – насіння не вистачало.
Газети в той час рясніли заголовками – «По-більшовицькому керувати заготівлями», «Дати більше хліба країні – справа честі кожного колгоспу та радгоспу», «Кожен пуд хліба, зданий державі, прискорює виконання плану нової п’ятирічки», «Хліб – зброя п’ятирічки». 6 жовтня 1946р. районна газета «Прапор перемоги» писала, що ланки Іщук Ганни та Мармузи Євгенії виростили і зібрали 480 цнт з 1 га. В 1947р. та ж газета писала, що ланка Шнайдер Євдокії зібрала по 160 пудів озимих з 1 га. Та незважаючи на це за видноколом,  немов примара,  знову бовванів голод. Голови колгоспу і сільської ради примушували вивозити на поставку весь хліб, не залишаючи ні грама ні людям, ні насіння. Очевидці та документи  розповідають, що навесні 1947 р. доводилося харчуватись квітами білої акації, листям, половою, вживали й трупи мервих тварин.
Не дивлячись на голодування  й злидні своїх громадян, забране силою зерно влада щедро відправляла в зарубіжні країни. Багато джерел прямо вказують, що українське збіжжя  відвантажували до Польщі, Болгарії, Чехословаччини, Франції. Лише власний народ не міг на собі відчути отої «інтернаціональної допомоги».
Практично до 1960-х років працюючим колгоспникам не виплачувалась зарплата в грошовому еквіваленті. Селянам записували трудодні, а в кінці року на кожний трудодень нараховувалась та виплачувалась натуроплата. Це могло бути, в кращому випадку, декілька мішків зерна та вузлик цукру. Селянам пенсійного віку пенсія до 1960-х також не виплачувалась. Вони змушені були або йти в колгосп на роботу, або жити з власної присадибної ділянки, або бути на утриманні своїх дітей. Перші пенсії колгоспників були у розмірі 12 карбованців, зарплата працюючим колгоспникам в 1960-ті роки була 40-50 радянських карбованців.

### Розбудова села
У 1950 р. відбулося об'єднання колгоспів села в одну сільськогосподарську артіль «Червоний партизан». Укрупнення колгоспу сприяло розвитку багатогалузевого господарства.
За післявоєнні роки побудовано 67 капітальних приміщень, в тому числі майстерню, чотири зерносховища, млин, олійню, гараж, чотири дитячих садка, кузню, два склади міндобрив, тощо. Колгосп розвивається в буряково-зерновому напрямку з молочно - м'ясним тваринництвом. Всієї землі в колгоспі 4974га., в тому числі орної 3713га, саду-151га, лісу-69 га.
А наприкінці 40-х років держава накинула українцям ще одну чужорідну культуру – кок-сагиз – багаторічний представник родини складноцвітних із корінням, в яких містяться частки каучуку, що входить до складу виготовлення гумових виробів. Батьківщина цього дива – міжгірські долини Тянь – Шаня. Квіти цієї рослини дуже схожі із цвітом кульбаби. Насіння утримується у кошичках у вигляді пуху. Тому важко цвіт кульбаби відрізнити від цвіту коксагизу. У Європі цю трав’янисту рослину вирощували до 1933 року. Доки не появилась можливість виробництва каучуку синтетичним способом. А в СРСР вирощували той «пух» ще кілька років. За високий урожай кок-сагизу в 1952 р.   голові колгоспу  Олексію Єрмолайовичу Конделю, агроному Дорофію Федоровичу  Мулярчуку ланковій Мотрі Андріївні   Барабаш присвоєно почесне звання Героя Соціалістичної Праці, сім колгоспників нагороджено Орденами Леніна
30 грудня 1962р. Уланівський район було ліквідовано, всі населені пункти разом з Сальницею були включені в склад Хмільницького району.
В 1965р. в Хмільницькому  районі з’явився небезпечний ворог картоплі – колорадський жук.
У  1960-ті  село  активно  розвивалося та перебудовувалося. Найбільша кількість приватних та колгоспних будинків в селі було збудовано саме в цей період. Сільські чоловіки їздили в російську (після 1939р.) Карелію заробляти дерево на хати. З іншими будівельними матеріалами колгоспникам допомагав колгосп.   Хати будували спільними толоками. Плата була – накритий господарями стіл, адже грошей колгоспники тоді не мали
Приміщення всіх тваринницьких ферм в Сальниці побудували колгоспники за часи його керівництва (МТФ, свиноферму, качатник) в 50-х роках, млин – в 1960 (до цього був водяний млин на Черемисівці, а також 12 вітряків), аптеку – 1968 р. Будинок побуту – в 1963 р.; в 60-х була збудована шосейна дорога з Уланова через Сальницю в Гнатівку. Колгосп мав свою пасіку, сад, городню бригаду пилораму,  автопарк,  три  тракторні  бригади  (ними  керували  Ляхов  Михайло,  Червоненко  П.П.,   Бойко  Трохим),    дві  ветеринарні  дільниці.
У 1968 році головою колгоспу став Іваниця Іван Петрович. В 1972 році в Сальниці було урочисто відкрито новозбудований двоповерховий  Будинок культури з просторою сценою та оркестровою ямою, з великою глядацькою залою. На другому поверсі розміщувалася сільська бібліотека, на першому—парткабінет.
У 1978 р. під керівництвом інженера колгоспу Івана Трифоновича Сапуна в Сальниці розпочалося будівництво газопроводу. В листопаді 1982 р. блакитний вогник запалав в перших будинках по вулиці Жовтневій (тепер вул. Братів Павленків).  До 2002 р. було повністю газифіковано села Сальницю та Гнатівку.
У 1982 р. головою колгоспу став колишній головний агроном Кондрацький Михайло Панасович, який разом з сальничанами продовжував будівництво газопроводу,  насіннєвого  заводу в 1984 р., двоповерхової середньої  школи, що відкрилась в 1982 р. та приміщення пошти в 1983 р. Згодом в 1989 р. була збудована нова сільська рада, на другому поверсі якої знаходилася контора колгоспу.

### Незалежна Україна
У 1991 році, з розпадом Радянського Союзу, почався повний занепад як села так і колгоспу.
Перун Петро Петрович (голова колгоспу з 1990 по 2000 рік) намагався виправити становище, та в колгосп більше  не надходила техніка, добрива.  Ціна на пальне зросла у кілька разів. Почався економічний та культурний занепад села. Безробіття, безгрошів’я змусили молодь покидати село в пошуках роботи в місті і до всього цього додалася ще й демографічна криза. Смертність у кілька разів перевищила народжуваність і населення з недавніх 4000 ледь перевалило за 2000. Зараз в Сальниці мешкає лише один житель єврейського походження.
В школі в 70-х роках навчалося більше 1000 учнів, в 2012 їх стало 220, в 2016р. – 196.
В 1999 році в с. Гнатівка закрили клуб і бібліотеку, в 2004 – школу, дитячий садок там закрили ще раніше. Учнів в Сальницьку школу почав перевозити шкільний автобус.
В 1996 році почалося розпаювання земель і в 2003 році (головою колгоспу був Лісовик Олександр Олексійович) колгосп повністю розпався. Майно колгоспу, як і землю розпаювали між колишніми колгоспниками. Селяни не мали ні техніки, ні добрив, ні пального, щоб обробити свої наділи і частина земель заросла бур’янами, приміщення та тваринницькі ферми почали руйнуватися.
Їхні наділи (1,5184 га) взяли в оренду великі сільськогосподарські підприємства та дрібні орендарі і поступово життя в селі почало налагоджуватися. Селяни почали отримувати орендну плату, яка поступово збільшується, ожила соціальна сфера, та, на жаль, закриті клуб, бібліотеку, школу та дитсадок у Гнатівці  вже  не відновити.
27 листопада 2000р. надмірне обледеніння дротів, стовпів, дерев привело до надзвичайного лиха в області, в тому числі і в нас. Від величезної ваги льоду було пошкоджене радіо, електролінії, дерева. Припинено електропостачання, роботу телефонів, радіотрансляцію. Район було оголошено зоною лиха.
В 2006 році в Сальниці була встановлена нова телефонна підстанція «Укртелекому», що арендує приміщення для підстанції на першому поверсі сільської ради.  320 абонентів приєдналося до цієї мережі в селі Сальниця та 11—в селі Гнатівка.
Весною 2014р. в Сальниці було збудовано новий водогін, до якого було приєднано 127 домоволодінь.
В листопаді 2015р. згідно з Законом України «Про засудження комуністичного та націонал-соціалістичного (нацистського) тоталітарних режимів в Україні та заборону пропаганди їхньої символіки» в Сальниці було перейменовано деякі вулиці.
У вересні 2016 року в Сальниці було закрито відділення ощадбанку.
23 лютого 2017 р. в Сальниці було освячено капличку збудовану над облагородженим джерелом Божої Матері.

## Символіка
7 червня 1607 року королем Сигізмундом III надано магдебурзьке право і герб — «…одну руку оголену, а другу панциром покриту й лук з напнутою стрілою». 5 червня 1792 року згаданий привілей без змін підтверджено королем Станіславом-Августом Понятовським.
24 травня 1864 р. Б. Кене розроблений проєкт нового герба міста: в червоному полі - бараняча голова з червоними очима і язиком, з огляду на те, що мешканці цієї місцевості займаються вівчарством. У вільній частині - герб Подільської губернії. Щит увінчаний червоною міською короною з трьома вежками та обрамований двома золотими колосками, оповитими Олександрівською стрічкою. Затвердження не отримав.

## Економіка
Сільськогосподарські товариства та підприємства, що орендують земельні паї мешканців Сальниці та Гнатівки:
- ПрАТ «Зернопродукт МХП»;
- СТОВ «Відродження-2008»;
- ТОВ «Вінницька обласна МТС»;
- ТОВ  "Обрій-Агро";
- ВАТ «Хмільницька Агрохімія»;
- СФГ «Лісове»;
- -СФГ «Надія»;
- СФГ «Мар’євича»;
- СФГ «Бистрика»;
- СФГ «Любов»;
- Приватні с/г підприємці: Мулярчук Анатолій Михайлович, Приходько Іван Петрович, Чехівський Микола Михайлович.

## Об'єкти соціальної сфери
- Школа
- Дитячий садочок
- Будинок культури
- Фельдшерсько-акушерський пункт.

## Відомі люди
- Мазур Людмила Олександрівна — українська мисткиня, засновниця станкового паперовитинання, член НСХУ.
- Мазур Павло Михайлович — заслужений тренер України з хокею на траві. У 2001 році Павло Михайлович був призначений головним тренером Національної збірної команди України. У 2005 році та в 2009 р. Національна збірна команда України вигравала Чемпіонати Європи по хокею на траві серед Національних збірних.
- Поліщук Костянтин Юхимович — головний конструктор електрообладнання Туполівських літаків, генерал, начальник і комісар Ленінградської військової електротехнічної академії.
- Сапожникова Галина Василівна — український археолог, науковий співробітник Інституту археології Національної академії наук України, кандидат історичних наук за спеціальністю археологія.
- Собчук Микола Якович — архітектор. Працював у Черкаській філії інституту «Дніпроцивільпромбуд», художньо-виробничому комбінаті художнього фонду України. Споруди в Черкасах: музеї — «Кобзаря» Т. Г. Шевченка (1983), обласний історико-краєзнавчий, за який отримав Державну премію в 1987 р.
- Ярослав Гнатович Шпорта — український поет. Здійснив переклади з російської, чуваської (зокрема, переклав поему «Нарспі» К. Іванова), таджицької та інших мов. За короткий час своєї талановитої пристрасної творчості він написав і видав 11 книг прекрасної поезії і вніс вагомий вклад, нев'янучий вінок своєї поезії в українську літературу. Після смерті Шпорти в хаті, де він народився і виріс, було відкрито музей на громадських засадах. В цій же хаті проживала мати поета. Шефство над музеєм взяла на себе школа. В 1980 році, в зв'язку з тим, що хата від старості знаходилася в аварійному стані, колгосп побудував нове приміщення для музею Шпорти, яке стоїть і донині. У важкі 90-ті музей почав занепадати і, щоб зберегти експонати та книги, у школі було відведено кімнату і перенесено експонати туди. Іменем поета названо одну з вулиць в селі.

Натхненний синівською любов'ю до рідного села, поет писав про свою Сальницю:
«Завжди, завжди чаруюся я нею, Бо це мій край, моїх дідів, батьків!
Ото ж, іду я рідною землею
Під жайворонків золотистих спів!»